# 典型抗精神病藥物
典型抗精神病藥物（typical antipsychotics）又称第一代抗精神病藥物（first generation antipsychotics），旧称強安定藥（major tranquilizers），是一類抗精神病藥物，自1950年代時開發，用於治療精神病，尤其是思覺失調症。典型的抗精神病藥也可用於治療急性躁狂、躁動和其他病症。第一種進入醫療用途的典型抗精神病藥是吩噻嗪類藥物，即意外發現的氯丙嗪。另一類效果優異的抗精神病藥物是丁醯苯類，其中一個例子是氟哌啶醇。由於典型抗精神病藥物造成運動障礙的風險較高，較新的第二代抗精神病藥物（非典型抗精神病藥物）已相當大幅取代了前者作為一線藥物的使用。
兩代藥物都傾向於阻斷大腦多巴胺傳遞途徑中的受體，但據稱上市時的非典型藥物與典型的抗精神病藥物不同，因為它們不太可能引起錐體外症候群，其中包括不穩定的帕金森氏症型運動 ，坐立難安和其他不自主運動，例如遲發性運動不能，停藥後可能持續存在。
晚近研究表明，這些藥物的副作用與舊藥物相似，致領先的醫學雜誌《柳葉刀》在其社論中寫道：「現在是時候放棄第一代和第二代抗精神病藥的術語了，因為沒必要這樣作區別。」雖然典型的抗精神病藥物更容易引起錐體外症候群，但非典型藥物更容易引起不利的代謝問題，例如體重增加和罹患第二型糖尿病的風險提升。 

## 藥物效力
| 效力 | 實例               | 不良反應概況 |
| 高   | 氟奋乃静、氟哌啶醇 |              |
| 中   | 百非納靜、洛沙平   |              |
| 低   | 氯丙嗪             |              |

蘋果酸丙氯陪拉辛（品牌名Compazine, Buccastem, Stemetil）和派脈淨（品牌名Orap）不太常用於治療精神病狀態，因此有時被排除在此分類之外。